# HD 112164
HD 112164，又名CD-43 7953，SAO 223753、HR 4903，是一颗恒星，视星等为5.89，位于銀經303.61，銀緯18.72，其B1900.0坐标为赤經12h 49m 24.2s，赤緯-43° 18.72′ 12″。